# Sloup se sochou svatého Jana Nepomuckého (Starý Bydžov)
Pozdně barokní pískovcová socha svatého Jana Nepomuckého se nalézá na křižovatce místních komunikací v obci Starý Bydžov v okrese Hradec Králové. Socha původně stávala u fary a v roce 1895 byla přemístěna stávající místo na rozhraní ulice Železné. Socha je od 22. 3. 2006 chráněna jako nemovitá kulturní památka ČR.

## Popis
Pískovcová socha svatého Jana Nepomuckého je obklopena čtyřbokou kovovou mříží se vstupními dvířky na čelní straně. 
Uprostřed kovové mříže jsou umístěny dva pískovcové stupně, na kterých je umístěn hranolový sokl zakončený shora profilací. Na tomto soklu stojí uzší pilíř s boky ozdobenými volutami a shora zakončený vzdutou římsou opatřenou ozdobnou kartuší ve vzdutí.
Na čelní straně pilíře se nalézá plochá nika obklopená rostlinným dekorem. V nice se nachází reliéf svatého Františka Xaverského.
Vlastní socha světce v podživotní velikosti je umístěna na čtvercovém podstavci stojícím na vzduté římse. Socha představuje stojícího světce v obvyklém oděvu, s biretem na hlavě, svírajícího v náručí krucifix, který opírá o své levé rameno. Kolem hlavy světce se nalézá drátěná svatozář s pěticí hvězd.
Sousoší bylo obnoveno v roce 1933 a znovu restaurováno v roce 2003.